# Amarelo solvente 124
Amarelo solvente 124 foi um corante azóico amarelo usado na União Europeia como um corante de combustível. Era um marcador usado desde agosto de 2002 até 18 de janeiro de 2024, para distinguir diesel combustível destinado à calefação ou aquecimento, do diesel combustível para motores, que normalmente é mais tributado.
Foi substituido pelo ACCUTRACE™ Plus.

## Hidrólise em meio ácido
O composto sofre hidrólise em meio ácido, separando-se o grupo acetal, responsável pela sua solubilidade em solventes apolares, e deixando um forma hidrossolúvel, que é facilmente separável em água. Assim como o alaranjado de metila, este resíduo torna-se vermelho em pHs ácidos. A presença do corante pode ser identificado em combustíveis em níveis de até 3 ppm, sendo extraído em uma solução diluída de ácido clorídrico, permitindo a identificação do diesel vermelho misturado no diesel combustível em até 2-3%.

Hidrólise do amarelo solvente 124
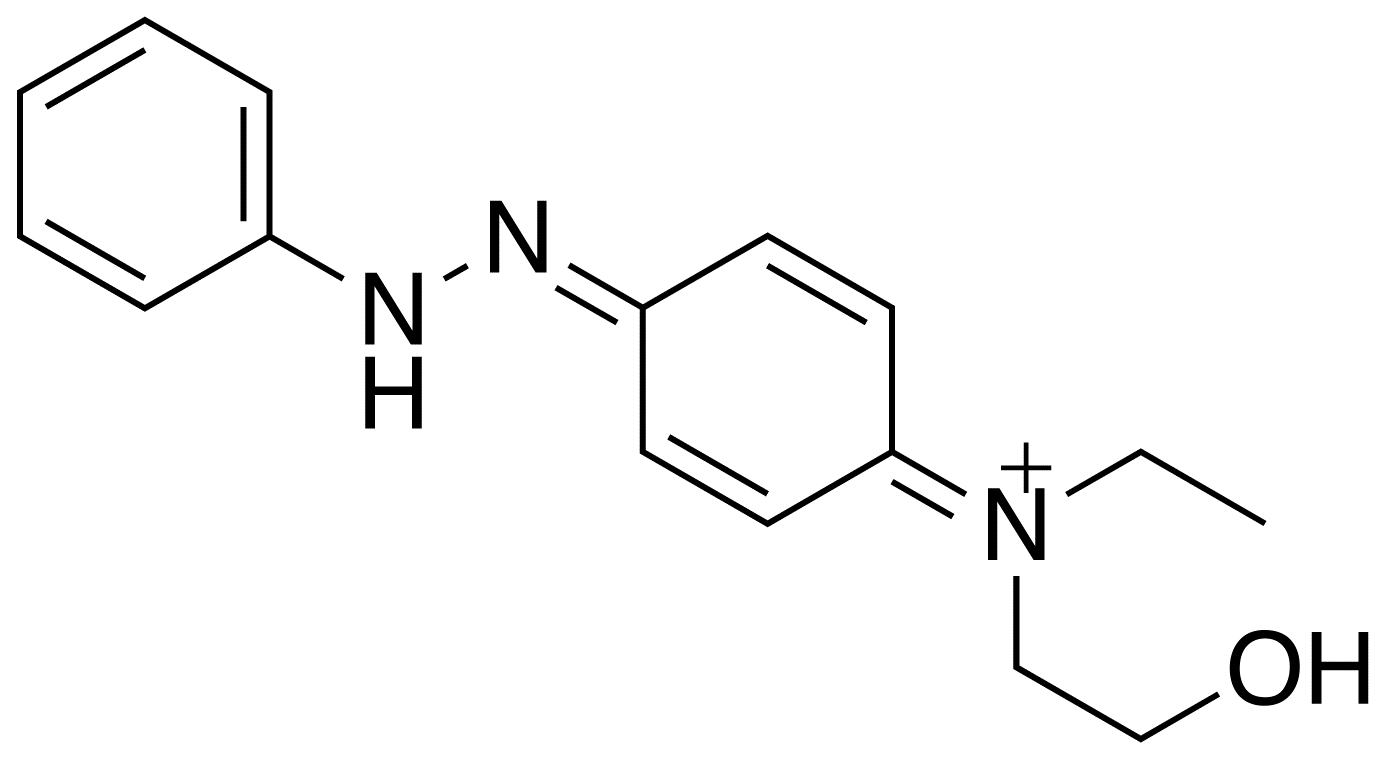
Forma hidrolisada e protonada do amarelo solvente 124